# Yoo Ara
Dans ce nom coréen, le nom de famille, Yoo, précède le nom personnel.
Pour les articles homonymes, voir Yoo.
Yoo Ara, née le 26 septembre 1992 à Pyeongtaek, est une chanteuse et danseuse sud-coréenne,. Elle est une ancienne membre de Hello Venus.